# Coatzingo, Guerrero
Coatzingo är en ort i Mexiko.   Den ligger i kommunen Chilapa de Álvarez och delstaten Guerrero, i den södra delen av landet, 210 km söder om huvudstaden Mexico City. Coatzingo ligger 1 539 meter över havet och antalet invånare är 331.
Terrängen runt Coatzingo är huvudsakligen kuperad, men åt sydost är den bergig. Runt Coatzingo är det ganska glesbefolkat, med 39 invånare per kvadratkilometer. Närmaste större samhälle är Chilapa de Alvarez, 9,8 km norr om Coatzingo. I omgivningarna runt Coatzingo växer huvudsakligen savannskog.